# Dillon Pieffer
Dillon Joseph Pieffer (Richmond, Virginia, Estados Unidos, 10 de mayo de 1982) es un futbolista estadounidense, radicado en las Islas Vírgenes Estadounidenses. Juega como arquero en el Helenites SC, del campeonato de fútbol de las Islas Vírgenes Estadounidenses, y en la selección de las Islas Vírgenes Estadounidenses.
Anteriormente, Pieffer era un pateador de fútbol americano universitario, jugando entre 2000 y 2003 para el equipo de la Universidad de Nevada, Las Vegas, los UNLV Rebels.

## Trayectoria
Pieffer inició su carrera futbolística (soccer) en las Islas Vírgenes, llegando al territorio en el 2004 e inmediatamente obtiene el pasaporte como ciudadano del territorio. Allí, recala en el Helenites, club en donde sigue jugando hasta la actualidad.

## Selección nacional
Su primera convocatoria fue para disputar los partidos de las Eliminatorias al Mundial Brasil 2014, en este caso, disputando la llave de la primera ronda contra las Islas Vírgenes Británicas. En ambos partidos fue el arquero titular, entregando su valla invicta en el partido de ida y en el de vuelta vio vencida su valla por parte de Trevor Peters. Pese a ello, su selección accedió a la segunda fase.
En la segunda fase del Clasificatorio, no jugó el primer partido contra Haití, pero sí el segundo contra Antigua y Barbuda de local, recibiendo 8 goles. Posteriormente, ocupó el puesto de titular frente a Haití de local (recibió 7 goles), Antigua y Barbuda de visita (recibió 10 goles) y Curazao de local (recibió 3 goles).

## Clubes
| Club      | País                           | Año    |
| --------- | ------------------------------ | ------ |
| Helenites | Islas Vírgenes Estadounidenses | 2004 - |